# Largo Woodruff
Pour les articles homonymes, voir Woodruff.
Largo Woodruff, née le 18 juillet 1955, est une actrice américaine. 

## Biographie
Elle est principalement connue pour le rôle qu'elle tient dans le film de Tobe Hooper,  Massacres dans le train fantôme (1981). Dans les années 1980 et 1990, elle est apparue dans plusieurs téléfilms, parmi lesquels Bill (1981) et Bill: On is Own (1983), aux côtés de Mickey Rooney et Dennis Quaid.

## Filmographie

### Cinéma
- 1978 : Mélodie pour un tueur
- 1980 : Stardust Memories
- 1981 : Massacres dans le train fantôme : Liz Duncan
- 1986 : Violences : Terry
- 2003 : Jeepers Creepers 2 : la femme dans la voiture (non-créditée)

### Télévision
- 1980 : ABC Afterschool Special (série télévisée) (1 épisode) : Felicity
- 1981 : Word of Honor (en) (téléfilm) : Amy
- 1981 : The Choice (téléfilm) : Lisa Clements
- 1981 : Coward of the County (téléfilm) : Becky
- 1981 : Bill (téléfilm) : Beverly Morrow
- 1983 : Bill: On is Own (téléfilm) : Beverly Morrow
- 1990 : Perry Mason- Le verre empoisonné (téléfilm) : Judy Fulmer
- 1991 : Les Robinsons de Wall Street (téléfilm) : Lois Rice
- 1993 : Cops (téléfilm) : Alice
- 1994 : Couples (téléfilm)
- 1996 : For the Future: The Irvine Fertility Scandal (téléfilm) : Marlene
- 1999 : Au fil de la vie (téléfilm) : Margaret